# کلوچیرویل (لوئیزیانا)
کلوچیرویل (به انگلیسی: Cloutierville) یک منطقهٔ مسکونی در ایالات متحده آمریکا است که در لوئیزیانا واقع شده‌است.